# Октябрьский (Владимирская область)
Октя́брьский — посёлок в Вязниковском районе Владимирской области России, административный центр Октябрьского сельского поселения.

## География
Расположен в 8 км к западу от Вязников, 2 км от железнодорожной станции Сеньково на линии Ковров — Нижний Новгород.

## История

Бюст Героя Советского Союза Л. С. Седова

Основан в 1871 году как посёлок Лосево при льнопрядильной фабрике. В конце XIX — начале XX века посёлок входил в состав Нагуевской волости Вязниковского уезда, с 1926 года — в составе Вязниковской волости.
С 1929 года посёлок являлся центром Лосевского сельсовета Вязниковского района. В 1950 году посёлок переименован в рабочий посёлок Октябрьский. С 2002 года вновь посёлок сельского типа, с 2005 года — центр Октябрьского сельского поселения.

## Население
| 1859  | 1905  | 1926  | 1959  | 1970  | 1979  | 1989  |
| ----- | ----- | ----- | ----- | ----- | ----- | ----- |
| 140   | ↗178  | ↗612  | ↗2648 | ↘2625 | ↘2475 | ↘2474 |
| 2002  | 2010  | 2021  |       |       |       |       |
| ↘2100 | ↘2017 | ↘1885 |       |       |       |       |

## Экономика
- Основное предприятие — Октябрьская прядильно-крутильная фабрика, до апреля 2002 года — льнопрядильная фабрика имени Карла Маркса МПТ РСФСР. ООО «ОКПФ» осуществляет деятельность по двум направлениям: производство кручёных изделий (шпагатов) и производство нетканых материалов.

Небольшое двухэтажное здание, сохранившееся до настоящего времени, относится ко времени пуска в эксплуатацию железной дороги Москва — Нижний Новгород (1861—1862) московским купцом И. И. Сеньковым на земле, принадлежавшей крестьянам деревни Лосево. Начало эксплуатации фабрики — 1871 год. Фабрика из местного льна вырабатывала пряжу оческовую и льняную.

## Инфраструктура
- МБОУ «Октябрьская средняя общеобразовательная школа N 1»
- Поликлиника;
- Аптека № 27;

## Достопримечательности
- Часовня в честь Иоанна Богослова.

Мемориал советским воинам

- Мемориал советским воинам, погибшим в Великой Отечественной войне.
- Октябрьский дом культуры и библиотека. В память о Герое Советского Союза Леониде Сергеевиче Седове (1925—1945), перед войной окончившем семилетку в Лосеве, 9 мая 1968 года у здания его родной школы был установлен бюст[12].